# Honorat I. de Savoie
Honorat I. de Savoie (* Oktober 1538 in Marseille; † 11. Oktober 1572 in Avignon) war Graf von Sommariva und Tenda; er war zudem Gouverneur und Großseneschall der Provence vom 28. April 1566 bis zu seinem Tod.

## Biographie

### Herkunft
Honorat ist der zweite Sohn von Claude de Savoie, Graf von Tenda, und dessen erster Ehefrau Marie de Chabannes. Er wurde im Oktober 1538 in Marseille im Haus des Königs geboren, seine Mutter starb im Kindbett. Honorat wurde am 30. Oktober in der Kirche Notre-Dame-des-Accoules getauft, seine Taufpaten sind sein Onkel Honorat II. de Savoie, marquis de Villars und seine Schwester Renée de Savoie-Tende.

### Laufbahn
Caterina de’ Medici sandte ihn 1562 in die Provence als Lieutenant-général, um sich gegen die Protestanten zu stellen, obwohl sein Vater, Claude de Savoie, die protestantische Partei unterstützte. Um seine Macht bestätigen zu lassen, musste er vor das Parlement in Aix-en-Provence treten, das jedoch von den Protestanten besetzt war.
Da er keine Armee hatte, um die Protestanten zu bekämpfen, verbündete Honorat de Savoie sich mit Jean V. de Pontevès, Comte de Carcès, der es ihm ermöglichte, eine Truppe aufzustellen, um Aix zu erobern. Anschließend gelang es ihm, mehrere katholische Kompanien zusammenzustellen. Sein Vater Claude versuchte auf protestantischer Seite erfolglos, Pertuis zu besetzen, zog sich dann nach Sisteron zurück, während er François de Beaumont, Baron des Adrets bat, ihn zu unterstützen. Bevor Honorat ihn angriff, beschloss er, Orange einzunehmen, das ebenfalls von den Protestanten besetzt war. Honorat sammelte mit dem Grafen von Carcès, François de La Baume, Comte de Suze, und anderen provenzalischen Herren Truppen und erhielt Unterstützung durch päpstliche Soldaten, die von Fabrizio Serbelloni kommandiert wurden. Die Stadt wurde 1562 genommen, geplündert und verwüstet, selbst das Haus des Bischofs wurde angezündet.
Anschließend wandte sich Honorat gegen Sisteron. Claude de Savoie, der sich in das Tal von Barcelonnette zurückgezogen hatte, kehrte zurück, um die belagerte Stadt zu unterstützen und zwang seinen Sohn, die Belagerung aufzuheben. Claude trieb seinen Sohn in die Flucht, setzte die Verfolgung jedoch nicht fort und ermöglichte Honorat so, sich wieder seinen Truppen anzuschließen. Honorat kehrte zurück, belagerte Sisteron und eroberte es. Claude de Savoie zog sich nun nach Turin zurück und überließ die Provence den Katholiken. Honorat de Savoie versuchte nun, Saint-Gilles zu erobern, seine Truppen wurden aber vom Baron des Adrets überrascht und geschlagen. Er musste die Brücke über die Rhône einreißen, um den Vormarsch des Barons zu stoppen.
Als Kapitän von 50 Bewaffneten wurde Honorat de Savoie am 12. November 1565 zum Ritter des Ordens des Heiligen Michael ernannt. Nach dem Tod seines Vaters am 23. April 1566 wurde er Graf von Tende, am 28. April 1566 erhielt er den Titel eines Gouverneurs und Grand Sénéchal de Provence, die Funktionen, die zuvor sein Vater innehatte.
Er machte einen Versuch, die Burg von Nîmes zurückzuerobern, blieb aber ohne Erfolg. Die Protestanten holten Sisteron zurück, Honorat kam, um die Stadt zu belagern, aber seine Truppen lösten sich auf und wurden von der Garnison Sisterons angegriffen, doch durch ein Manöver des Grafen von Carcès schafften sie es, sie abzuwehren. Honorat kehrte dann nach Aix-en-Provence zurück, wo er eine Anfrage des Comte de Suze erhielt, in der er um Unterstützung gebeten wurde, um Städte im Comtat Venaissin zurückzuerobern. Honorat de Savoie und der Graf von Suze eroberten mehrere Städte, die sie plündern ließen, bis das Parlement in Aix ihn daran erinnerte, dass er sich den Angriffen der Protestanten auf Sisteron widmen solle. Es gelang Honorat, sie zu unterwerfen. Er erhielt vom Parlement in Aix die Aufstellung einer Truppe von 3000 Mann genehmigt, die er zur Armee des Königs führte, die er in dessen Armee einfügte, die vom Herzog von Anjou kommandiert wurde, und kehrte dann in die Provence zurück.
Honorat de Savoie befand sich am 1. Oktober 1572 erkrankt in Salon-de-Provence, erklärte aber in einem Brief an den Herzog von Savoyen, dass es ihm besser gehe. Er reiste nach Avignon, um seine neue Ehefrau, Marguerite de La Tour, zu begrüßen, starb aber wenige Tage später, am 11. Oktober. Sein Nachfolger als Graf wurde sein Onkel Honorat II. de Savoie, marquis de Villars, als Großseneschall folgte ihm Jean V. de Pontevès, Graf von Carcès, als Gouverneur Gaspard de Saulx, seigneur de Tavannes.

## Ehen
Honorat de Savoie heiratete zwei Mal:
- am 1. März 1558 Claire Strozzi, Tochter von Piero Strozzi, Marschall von Frankreich.
- am 1. Januar 1572 Marguerite de La Tour, Tochter von François III. de La Tour, Vicomte de Turenne, und Éléonore de Montmorency.

Beide Ehen blieben kinderlos.